# Ardisia pseudocuspidata
Ardisia pseudocuspidata är en viveväxtart som beskrevs av Pipoly och Ricketson. Ardisia pseudocuspidata ingår i släktet Ardisia och familjen viveväxter. Inga underarter finns listade i Catalogue of Life.